# Сяньга (станция)
Ся́ньга — техническая железнодорожная станция на 477,5 км перегона Эссойла — Виллагора линии Суоярви — Томицы — Петрозаводск. Территориально расположена в Эссойльском сельском поселении Пряжинского национального района Республики Карелия. Наименование станции дано по одному из названий реки Сяпся, протекающей в 3,5 км от станции. Железнодорожная станция была открыта в 1940 году. В здании станции находится дежурный по станции, а также располагается пост ЭЦ, обеспечивающий  полуавтоблокировку на линии. Зал ожидания и билетная касса отсутствует. С 2014 года пассажирские поезда проходят станцию без остановки. В середине 2010-х годов на станции были установлены новые информационные таблички с названием станции.

## История
Строительство линии Суоярви — Петрозаводск протяженностью почти в 130 километров было начато в марте 1939 года в связи с началом Зимней войны. Участок был построен советскими строителями всего за 3,5 месяца, и уже в марте 1940 года на линии было открыто движение. С 1941 по 1944 Финляндия по новой захватила Олонецкий перешеек, в результате чего все станции и остановочные пункты линии получили финские наименования.

## Галерея
- Вид в сторону Виллагоры.
- Вид в сторону Эссойлы.
- Выходные светофоры.